# أودو زيمرمان
أودو زيمرمان (بالإسبانية: Udo Zimmermann) (و. 1943  م) هو ملحن، وموزع (موسيقى)، وأستاذ جامعي، ومؤلفو موسيقى تصويرية من الأرجنتين، وألمانيا الشرقية، ولد في درسدن، وهو عضوٌ في الأكاديمية الأوروبية للعلوم والآداب.

## التعليم
تعلم في مدرسة الصليب ‏.

## جوائز
حصل على جوائز منها:
- نيشان استحقاق صليب الضباط لجمهورية ألمانيا الاتحادية
- الجائزة الوطنية لجمهورية ألمانيا الديمقراطية
- نيشان الفنون والآداب من رتبة ضابط.

## وصلات خارجية
- أودو زيمرمان على موقع IMDb (الإنجليزية)
- أودو زيمرمان على موقع مونزينجر (الألمانية)
- أودو زيمرمان على موقع ميوزك برينز (الإنجليزية)
- أودو زيمرمان على موقع أول ميوزيك (الإنجليزية)
- أودو زيمرمان على موقع ديسكوغز (الإنجليزية)
- أودو زيمرمان على موقع كينوبويسك (الروسية)
- أودو زيمرمان في قاعدة بيانات الأفلام على الإنترنت